# Neti neti
En el hinduismo, y en particular en el gñana yoga (el yoga del conocimiento) y el advaita vedanta, neti neti es un concepto que significa ‘no esto, no aquello’, o ‘ni esto, ni aquello’ (neti es la forma sandhi de na-iti: ‘no es tal’).
Neti-neti es considerado el método para aproximarse a la comprensión del concepto de Brahman (principio de la existencia hinduista) sin utilizar definiciones o descripciones afirmativas (y por tanto inadecuadas).
Puede compararse con la teología apofática del cristianismo ortodoxo.[cita requerida]
El propósito de este ejercicio es trascender la racionalización consciente, así como otras distracciones, del propósito de la meditación.
Constituye además una perspectiva de la naturaleza de lo divino, especialmente en el intento de capturar y describir la esencia de Dios.
Shankará (788-820) fue uno de los primeros filósofos aduaita que defendió esta concepción.

## Significado
En el Brijad-araniaka-upanishad, el sabio Iaguia Valkia es interrogado por sus estudiantes acerca de la naturaleza de Dios.
Él responde: «Lo Divino no es esto y no es esto [otro]» (neti, neti).
Así, lo Divino no es real en el mismo sentido en que lo somos nosotros. Lo Divino no vive en el sentido en que los humanos viven, tampoco está muerto. Lo Divino no es compasivo en el sentido del término que usamos, sin embargo, tampoco es incompasivo en tal sentido. Y así sucesivamente. No es posible definir verdaderamente a Dios con palabras. Todo lo que puede decirse, en efecto, es que no es esto pero tampoco es aquello otro. Al final, el intérprete debe trascender las palabras para entender la naturaleza de lo Divino.
En este sentido, neti neti no es una negación. Más bien, es una afirmación de que lo que quiera que sea lo Divino, cuando se intenta comprehenderlo en palabras humanas, éstas siempre quedarán inevitablemente cortas, pues somos limitados en entendimiento, y las palabras en habilidad para expresar lo trascendente.